# Castello Orsini-Odescalchi (Bracciano)

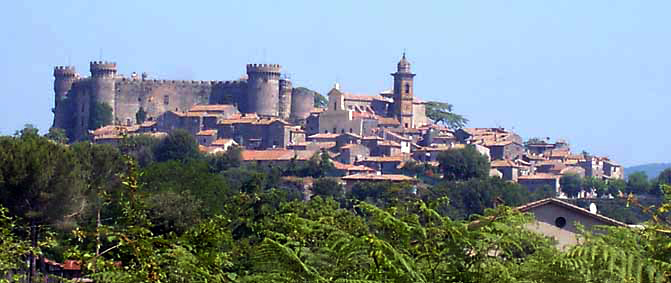
Das Castello Orsini-Odescalchi über der Stadt Bracciano

Das Castello Orsini-Odescalchi ist eine zum Schloss ausgebaute Burg in der Stadt Bracciano in der Metropolitanstadt Rom, Region Latium, in Italien. Seine frühe Geschichte ist verbunden mit den Adelsfamilien der Orsini und Borgia, aus denen viele Päpste stammten. Im Jahre 1669 wurde das Schloss an die Familie Odescalchi verkauft. Zwischen 1803 und 1848 waren Burg und Ort im Besitz der neureichen Bankiersfamilie Torlonia, sie wurden aber von den Odescalchi zurückgekauft, welche die Burg noch heute besitzen.
Das Schloss gilt als eines der besterhaltenen und größten in Italien und beherbergt ein Museum. Es kann für Veranstaltungen gemietet werden und war Ort von Hochzeitsfeiern verschiedener prominenter Persönlichkeiten.

## Lage

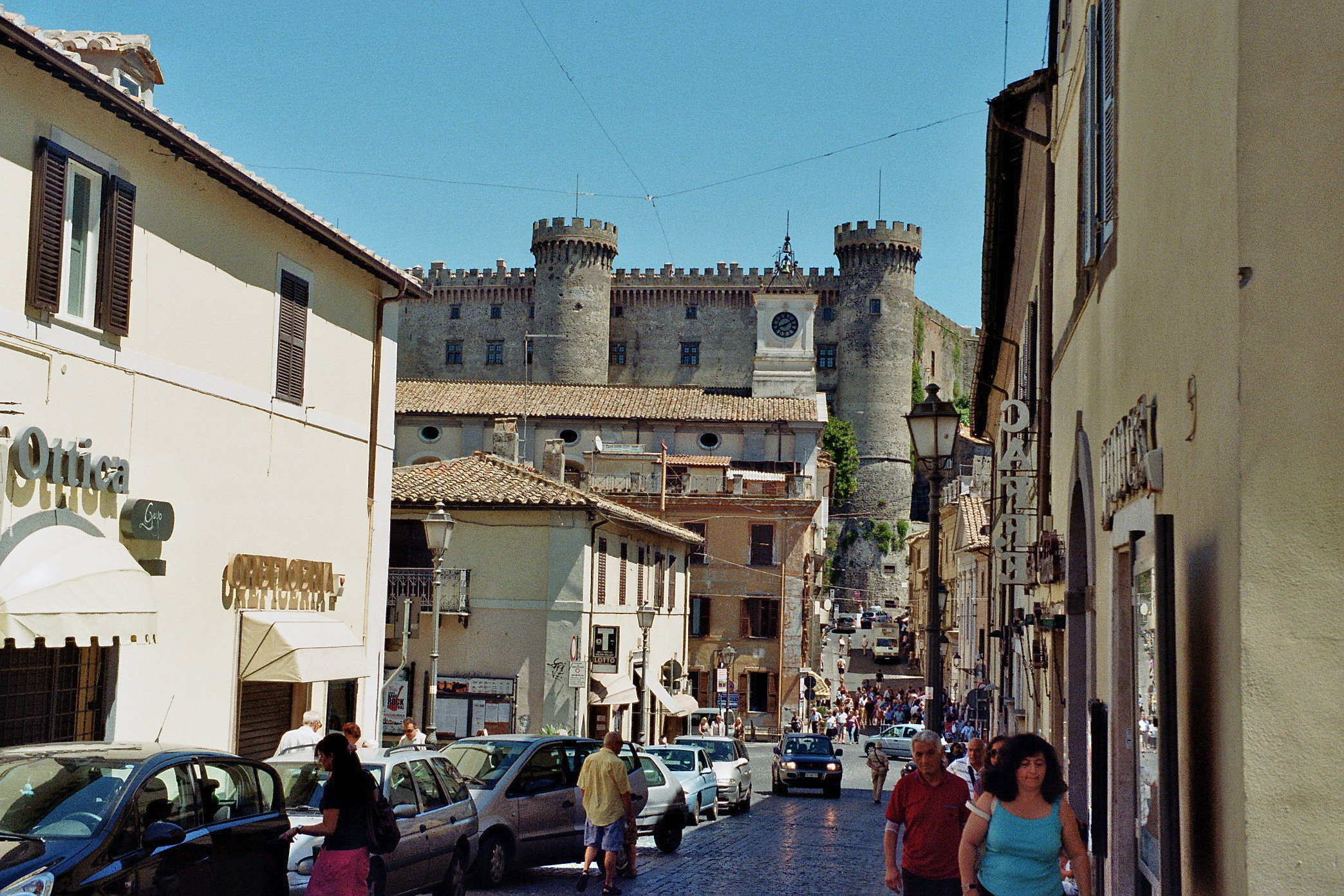
Das Castello von der Stadt aus gesehen

Das Schloss liegt auf dem höchsten Punkt der Stadt Bracciano, rund 30 Kilometer nordwestlich von Rom. Es befindet sich am südwestlichen Ufer des Braccianosees, der vulkanischen Ursprungs und der achtgrößte See Italiens ist. Vom Schloss aus kann man gut den See und die Sabatiner Berge überblicken.
Die gute Eisenbahnverbindung zwischen Rom und Bracciano (Ferrovia Regionale Lazio, FR3 Rom-Viterbo) bringt werktags viele Pendler aus dem Umland in die Hauptstadt und am Wochenende viele Römer nach Bracciano, für die der See und das Schloss beliebte Ausflugsziele darstellen.

## Architektur und Museum
Das Castello Orsini-Odescalchi ist eines der bemerkenswertesten Beispiele der Militärarchitektur der italienischen Renaissance. Seit seiner Errichtung wurde es oftmals umgebaut und renoviert. Teilweise sehr gut erhaltene Fresken dekorieren Wände und Decken. Ein bedeutender Fries aus dem 15. Jahrhundert zeigt die Arbeiten des Herkules. Das Gebäude ist bis heute reich mit Wandteppichen ausgestattet. Das Museum, das 1952 eröffnet wurde, stellt alte Waffen, Möbel, Gemälde, Bücher und weiteres Kunsthandwerk aus.

## Veranstaltungen
Von Zeit zu Zeit erregt das Schloss Aufsehen als Schauplatz prominenter Hochzeitsfeierlichkeiten. So heirateten hier Tom Cruise und Katie Holmes am 18. November 2006. Petra Ecclestone, Tochter des Formel-1-Milliardärs Bernie Ecclestone, heiratete am 27. August 2011 im Schloss den Unternehmer James Stunt.

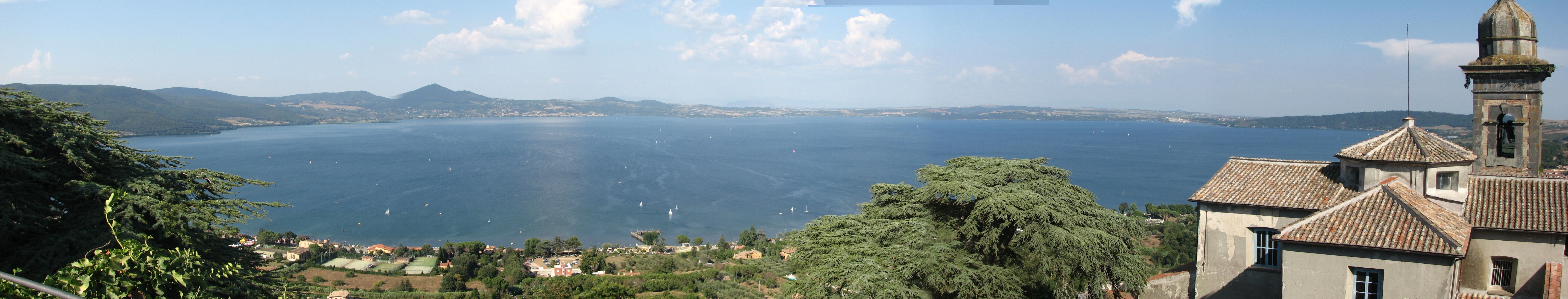
Blick vom Castello über den Braccianosee